# Disputa del alma y el cuerpo

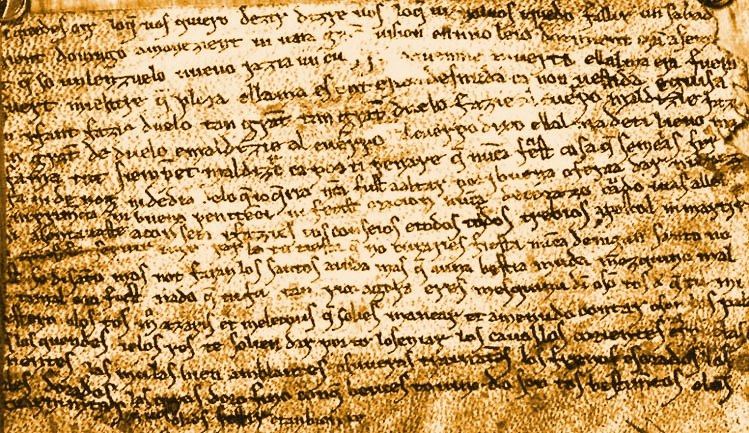
Cubierta manuscrita de 1201 con el texto de la Disputa del alma y el cuerpo.

Disputa del alma y el cuerpo es un poema de debate castellano de finales del siglo XII, del que se conservan 37 versos en pareados heptasílabos copiados en la cubierta de un códice de 1201 procedente del Monasterio de Oña. 
La obra fue descubierta por el archivero Tomás Muñoz y Romero y fue editada por Pedro José Pidal (1856), Ferdinand Joseph Wolf (1859), Pedro Felipe Monlau (1865), José María Octavio de Toledo (1878) y modernamente por Ramón Menéndez Pidal, quien incluye un facsímil del códice. Recoge el diálogo entre el cuerpo y el alma de un difunto. El alma, en forma de niño desnudo, que contempla el cadáver, no para de llorar y lo increpa lamentándose de que por sus pecados hayan sido condenados los dos. El poema se interrumpe antes de que podamos conocer la respuesta del cuerpo. El protagonista es una verdadera abstracción de la humanidad y extrae conclusiones del hecho de que, en tanto se interna en el Valle de la Muerte acompañado por la figura alegórica «Buenas Obras», todos los bienes materiales que ha obtenido a lo largo de su vida han de ser abandonados.
Por la referencia a unas monedas árabes («morauedis, azaris et melequis», v. 28) en uso entre 1145 y 1172, es quizás el texto más temprano que puede fecharse antes de que acabe el siglo XII. Según Solalinde, está inspirado en un poema francés titulado Un samedi par nuit, que a su vez se funda en la Visio Philiberti, también en heptasílabos pareados. De la comparación que se ha hecho con la fuente francesa se deduce que traducción y ejercicio retórico son aquí inseparables, aunque los primeros versos, que faltan en el original, supongan una intromisión juglaresca posterior para su ejecución pública.
Esta obra inaugura un género en la literatura española, el del poema de debate, que producirá obras muy meritorias incluso hasta el siglo XVI. Pese a que hubo más disputas entre alma y cuerpo, no derivarán de esta Disputa..., sino de una base común en la tradición literaria europea.